# Monti Ketmen'
I monti Ketmen' (in russo Кетмень) sono un gruppo appartenente al sistema montuoso del Tien Shan, al confine tra il Kazakistan e la Cina.
Si estendono su un fronte di circa 300 km in direzione est-ovest. La frontiera tra i due Paesi attraversa la catena montuosa, dividendola in una parte occidentale (in Kazakistan) ed una orientale (in Cina). La vetta più alta è il monte Nebesnaia, che culmina a 3638 m. 
La valle del Charyn, un affluente dell'Ili, separa i monti Ketmen' dall'estremità orientale del Kungei Alatau. La catena montuosa è costituita da rocce effusive e calcare, così come da granito. Le sommità dei monti sono appiattite; i versanti sono impervi e scavati da profonde gole. 
Le zone inferiori della catena montuosa sono ricoperti da vegetazione steppica, mentre più in alto, sui versanti esposti a nord, crescono foreste di abeti rossi e prati.